# Xenodasys eknomios
Xenodasys eknomios is een buikharige uit de familie Xenodasyidae. Het dier komt uit het geslacht Xenodasys. Xenodasys eknomios werd in 2006 voor het eerst wetenschappelijk beschreven door Todaro, Guidi, Leasi & Tongiorgi. 